# Anna Karolina Larsson
Pour les articles homonymes, voir Larsson.
Anna Karolina Larsson, connue sous le nom de plume Anna Karolina, née le 3 septembre 1974 à Finspång, en Suède, est une femme de lettres suédoise, auteure de roman policier.

## Biographie
Elle fait des études à la Polishögskolan (sv) à Stockholm. Puis, elle travaille comme policière jusqu'en 2010. Avec son expérience de la police, elle commence à travailler à la Lunds universitets författarskola (sv) en 2012.
En 2014, elle publie son premier roman Bonobo club (Stöld av babian), premier volume d'une série mettant en scène Amanda, une jeune policière. Le deuxième roman de cette série Står dig ingen åter est nommé pour le Stora Ljudbokspriset (sv) 2015 et le Crimetime Specsavers Award.

## Œuvre

### Romans

#### SérieAmanda
- Stöld av babian (2014) Publié en français sous le titre Bonobo club, Éditions Piranha, coll. « Black Piranha »  (ISBN 978-237-119-060-3) (2017)
- Står dig ingen åter (2015)
- Förlorat ansikte (2016)
- Sjusiffrigt (2017)

## Prix et distinctions

### Nomination
- Stora Ljudbokspriset (sv) 2015 pour Står dig ingen åter
- Crimetime Specsavers Award 2015 pourStår dig ingen åter